# Villa Independencia (San Juan)
Villa Independencia es una ciudad de la provincia de San Juan en la región geográfica de Cuyo (Argentina). Se encuentra dentro del Departamento Caucete.

## Población
Cuenta con 826 habitantes (Indec, 2001), lo que representa un incremento del 12,84% frente a los 732 habitantes (Indec, 1991) del censo anterior.

## Historia
A mediados del siglo XIX, debido al incremento de la población así como la de tierra cultivada, se pensó en establecer una villa, promoviéndose con ello un movimiento, fue así como en el Gobierno de Nazario Benavídez atendiendo a justificados pedidos, dispuso la fundación de Villa Independencia el 15 de noviembre de 1851.
Al poco tiempo fue desplazada por otra Villa ubicada al Este, constituyendo "Villa Colón", lo que hoy es la ciudad de Caucete.
Corría el año 1863 y los predios de Villa Independencia fueron atravesados por las huestes del Chacho Peñaloza, enfrentándose con Pablo Irrazábal en un combate el 30 de octubre, librándose la Batalla de Caucete, salvando así de una invasión a la ciudad de San Juan, momentos en que Domingo F. Sarmiento se desvelaba por el progreso de la Provincia, luchando con el caudillismo y la montonera.
Gracias a una iniciativa de don José María de los Ríos, y a 5 km al este de la Villa Cabecera, ( Villa Independencia ) surgió la idea de formar una villa que organizara la vida de sus pobladores, para lo cual se dirigió al Gobierno de la Provincia, interesándolo en su concreción, a tal efecto De Los Ríos donaba el terreno necesario para el fin propuesto, y nacía Caucete.
Terremoto de Caucete 1977
El 23 de noviembre de 1977, Caucete fue asolada por un terremoto y que dejó como saldo lamentable algunas víctimas, y un porcentaje importante de daños materiales en edificaciones.
El Día de la Defensa Civil fue asignado por un decreto recordando el sismo que destruyó la ciudad de Caucete el 23 de noviembre de 1977.
- Escala de Richter: 7,4
- 65 víctimas mortales
- 284 víctimas heridas
- más de 40.000 víctimas sin hogar. No quedaron registros de fallas en tierra, y lo más notable efecto del terremoto fue la extensa área de licuefacción (posiblemente miles de km²).

El efecto más dramático de la licuefacción se observó en la ciudad, a 70 km del epicentro: se vieron grandes cantidades de arena en las fisuras de hasta 1 m de ancho y más de 2 m de profundidad. En algunas de las casas sobre esas fisuras, el terreno quedó cubierto de más de 1 dm de arena.

### Sismicidad
La sismicidad del área de Cuyo (centro oeste de Argentina) es frecuente y de intensidad baja, y un silencio sísmico de terremotos medios a graves cada 20 años.

### Sismo de 1861
Aunque dicha actividad geológica ocurre desde épocas prehistóricas, el terremoto del 20 de marzo de 1861 señaló un hito importante dentro de la historia de eventos sísmicos argentinos ya que fue el más fuerte registrado y documentado en el país. A partir del mismo la política de los sucesivos gobiernos mendocinos y municipales han ido extremando cuidados y restringiendo los códigos de construcción. Pero solo con el terremoto de San Juan de 1944 del 15 de enero de 1944 (81 años) el Estado sanjuanino tomó estado de la gravedad sísmica de la región.